# جادوگران روی عرشه با هانا مونتانا
جادوگران روی عرشه با هانا مونتانا (به انگلیسی: Wizards on Deck with Hannah Montana) یک کراس اور سه‌گانه از قسمت‌های متقاطع بین سه سریال کمدی موقعیت اورجینال شبکه دیزنی است که برای اولین بار در تاریخ ۱۷ ژوئیه ۲۰۰۹ در ایالات متحده بر روی آنتن رفت.

این اپیزود مشتقی از قسمت‌های سریال جادوگران محله ویورلی، زندگی سوئیت روی عرشه و هانا مونتانا می‌باشد.

## بازیگران

### پارت یک
- سلنا گومز در نقش الکس روسو
- دیوید هنری در نقش جاستین روسو
- جیک تی. آستین در نقش مکس روسو
- جنیفر استون در نقش هارپر فینکل
- ماریا کانالز باررا در نقش ترسا روسو
- دیوید دی لوئیس در نقش جری روسو
- دیلن اسپراوس در نقش زک مارتین
- کول اسپراوس در نقش کدی مارتین
- برندا سونگ در نقش لندن تیپتون
- دبی راین در نقش بایلی پیکت
- فیل لوئیس در نقش آقای موسبی

### پارت دو
- دیلن اسپراوس در نقش زک مارتین
- کول اسپراوس در نقش کدی مارتین
- برندا سونگ در نقش لندن تیپتون
- دبی راین در نقش بایلی پیکت
- فیل لوئیس در نقش آقای موسبی
- متیو تیمونز در نقش وودی فینک
- ویندل دی میدلبروکس در نقش کیربی موریس
- جیک تی. آستین در نقش مکس روسو
- مایلی سایرس در نقش مایلی استوارت/هانا مونتانا
- امیلی آسمنت در نقش لیلی تروسکات
- سلنا گومز در نقش الکس روسو
- دیوید هنری در نقش جاستین روسو

### پارت سه
- مایلی سایرس در نقش مایلی استوارت/هانا مونتانا
- امیلی آسمنت در نقش لیلی تروسکات
- میچل موسو در نقش اولیور اوکن
- جیسون ایرلز در نقش جکسون استوارت
- مویسس آریاس در نقش ریکو سوآو
- بیلی ری سایرس در نقش روبی استوارت
- دیلن اسپراوس در نقش زک مارتین
- کول اسپراوس در نقش کدی مارتین
- برندا سونگ در نقش لندن تیپتون
- دبی راین در نقش بایلی پیکت
- فیل لوئیس در نقش آقای موسبی